# Dolno Tateši
Dolno Tateši (mazedonisch Долно Татеши; albanisch definit Tateshi i Poshtëm, indefinit Tatesh i Poshtëm) ist ein Haufendorf im zentralen Teil der Gemeinde Struga in der Region Südwesten in Nordmazedonien.

## Lage
Der Ort liegt zehn Kilometer vom Ohridsee und neun Kilometer von der Gemeindehauptstadt Struga entfernt.
Dolno Tateši befindet sich am Nordrand der Ebene von Struga, die durch den Schwarzen Drin durchflossen wird. Etwa zwei Kilometer nordöstlich beginnt das bewaldete Bergland des Karaorman, dort entspringen die Hauptbäche der Gemarkung. Das südliche Vorland ist relativ eben und wird intensiv landwirtschaftlich genutzt. Die zahlreichen Äcker sind in sehr schmalen, kaum 10 Meter breiten Streifen angeordnet, sie werden durch wenige Feldwege an der Schmalseite erschlossen. Seit der staatlichen Unabhängigkeit Nordmazedoniens entwickelte sich die Ortschaft merklich, die westliche Ortslage grenzt bereits an den Nachbarort Gorno Tateši.

## Sehenswürdigkeiten
Die Sehenswürdigkeit des Ortes ist die Dorfmoschee mit einem Minarett: Laut Volkszählung 2021 waren 359 von 361 Einwohnern muslimische Albaner. Das Bauwerk befindet sich in der Ortsmitte, vor dem Gotteshaus befindet sich auf dem Dorfplatz auch ein Brunnen.
In Dolno Tateši gibt es nur eine Primarschule bis zur vierten Klasse. Ab der fünften Klasse gehen die Schüler in Gorno Tateši zur Schule.